# Nikon SP
Nikon SP — профессиональный малоформатный дальномерный фотоаппарат, выпускавшийся японской компанией Nippon Kogaku с сентября 1957 года. Камера стала кульминацией развития линейки Nikon S с одноимённым байонетом, и на момент своего появления считалась самым совершенным дальномерным фотоаппаратом. Конструкция Nikon SP стала основой для зеркального Nikon F, положившего начало одной из самых распространённых в мире фотосистем. Модель оказалась настолько культовой, что в 2005 году Nikon выпустил ещё 2500 экземпляров фотоаппарата в специальном чёрном исполнении под названием Nikon SP Limited Edition.

## Технические особенности
Одним из главных достоинств фотоаппарата стал сдвоенный видоискатель, отображающий границы кадра для 6 фокусных расстояний сменных объективов с автоматической коррекцией параллакса. Основной визир, совмещённый с дальномером, показывал светящиеся рамки для объективов 85, 105 и 135 мм, без них соответствуя штатным 50 мм. Рамки переключались диском, расположенным под рулеткой обратной перемотки. Поле зрения второго телескопического видоискателя соответствовало фокусному расстоянию 28 мм, а светящаяся рамка отображала кадр объектива 35 мм.
Фокальный затвор с горизонтальным ходом матерчатых шторок отрабатывал выдержки в диапазоне от 1/1000 до 1 секунды. Скорость движения шторок была увеличена по сравнению с предыдущей моделью S2, в результате чего выдержка синхронизации с электронными фотовспышками сократилась до 1/60 секунды. В 1959 году шёлковые шторки заменили аналогичными из титановой фольги, по образцу Nikon F. Такие шторки не были подвержены опасности прогорания на ярком солнце, характерной для дальномерной аппаратуры. Однако, главное усовершенствование затвора заключалось в новом механизме переключения выдержек, головка которого не вращалась в момент экспозиции, а шкала стала равномерной. Такая конструкция исключила случайное торможение шторок при касании головки пальцами, сделав доступным механическое сопряжение с приставными экспонометрами. 
Nikon SP первым из всей линейки получил автоспуск, а также впервые в Японии оснащался приставным электроприводом, позволившим вести серийную съёмку с частотой 3 кадра в секунду. Счётчик кадров автоматически сбрасывался на «ноль» при снятии задней крышки, чего также не было в предыдущих моделях. С появлением Nikon F, вся дальномерная линейка быстро оказалась устаревшей, однако модель SP ещё долго использовалась фотожурналистами в качестве второй, «широкоугольной» камеры. Несмотря на высокую стоимость, до июня 1965 года было выпущено и продано более 22 тысяч фотоаппаратов этой модели. На её основе Nippon Kogaku разрабатывала дальномерный фотоаппарат Nikon SPx (в Японии чаще встречается название Nikon SP II) с заобъективным измерением и телескопическим зум-видоискателем переменного увеличения. Но рынок дальномерной аппаратуры так стремительно сжимался, что фотоаппарат остался в виде нескольких опытных образцов.